# Žlabský vrch
Žlabský vrch (též Mumlavská hora, polsky Mumlawski Wierch, německy Mummelberg) je hora v západních Krkonoších, nacházející se na česko-polské hranici 4 km severovýchodně od Harrachova, 5 km jihozápadně od Sklarszke Poręby a 1,5 km severozápadně od Lubochu, jehož je vedlejším vrcholem. Vrchol Žlabského vrchu leží již v Polsku, cca 30 m za státní hranicí.
Žlabský vrch je porostlý řídkou poškozenou smrčinou a v její podmáčené vrcholové části, především v sedle s Lubochem, jsou četná rašeliniště.

## Přístup
Na vrchol nevede žádná značená cesta, jen neznačená hraniční hřebenová pěšina, která vede od Szrenice na západ až do Novosvětského sedla, které odděluje Krkonoše od Jizerských hor. Protože však vrchol leží v I. zóně KRNAPu, platí na tuto cestu zákaz vstupu a vrchol je tak nepřístupný.